# Scleronema operculatum
Scleronema operculatum är en fiskart som beskrevs av Eigenmann, 1917. Scleronema operculatum ingår i släktet Scleronema och familjen Trichomycteridae. Inga underarter finns listade i Catalogue of Life.